# Peter Maffay/Diskografie
Diese Diskografie ist eine Übersicht über die musikalischen Werke des deutschen Pop-Rock-Musikers Peter Maffay. Den Quellenangaben zufolge hat er bisher mehr als 40 Millionen Tonträger verkauft. Alleine in Deutschland verkaufte er über 17,8 Millionen Tonträger, womit er zu den Interpreten mit den meisten verkauften Tonträgern des Landes zählt. Seine erfolgreichsten Veröffentlichungen sind die Studioalben Revanche, Tabaluga oder die Reise zur Vernunft und Tabaluga und Lilli. Alle drei Alben avancierten zu Millionensellern in Deutschland und zählen zu den meistverkauften Musikalben des Landes. Darüber hinaus zählen seine Singles Du, Du bist anders und So bist du zu den meistverkauften Schlagern in Deutschland.

## Alben

### Studioalben

#### Pop-Rock-Alben
| Jahr | Titel                                 | Höchstplatzierung, Gesamtwochen, AuszeichnungChartplatzierungen (Jahr, Titel, Platzierungen, Wochen, Auszeichnungen, Anmerkungen) | Höchstplatzierung, Gesamtwochen, AuszeichnungChartplatzierungen (Jahr, Titel, Platzierungen, Wochen, Auszeichnungen, Anmerkungen) | Höchstplatzierung, Gesamtwochen, AuszeichnungChartplatzierungen (Jahr, Titel, Platzierungen, Wochen, Auszeichnungen, Anmerkungen) | Anmerkungen                                                  |
| Jahr | Titel                                 | DE | AT | CH | Anmerkungen                                                  |
| ---- | ------------------------------------- | --- | --- | --- | ------------------------------------------------------------ |
| 1970 | Für das Mädchen, das ich liebe        | — | — | — | Erstveröffentlichung: 1970                                   |
| 1971 | Du bist wie ein Lied                  | DE42 (5 Wo.)DE | — | — | Erstveröffentlichung: 1971                                   |
| 1973 | Omen                                  | — | — | — | Erstveröffentlichung: 1973                                   |
| 1974 | Samstag abend in unserer Straße       | — | — | — | Erstveröffentlichung: 1974                                   |
| 1975 | Meine Freiheit                        | DE24 (6 Wo.)DE | — | — | Erstveröffentlichung: 1975                                   |
| 1976 | Und es war Sommer                     | DE4 Gold · (8 Wo.)DE | — | — | Erstveröffentlichung: 1976 Verkäufe: + 250.000               |
| 1977 | Tame & Maffay                         | DE24 (7 Wo.)DE | — | — | Erstveröffentlichung: 1977                                   |
| 1977 | Dein Gesicht                          | DE38 (3 Wo.)DE | — | — | Erstveröffentlichung: 1977                                   |
| 1979 | Steppenwolf                           | DE1 Platin · (63 Wo.)DE | — | — | Erstveröffentlichung: 1979 Verkäufe: + 500.000               |
| 1979 | Tame & Maffay 2                       | DE16 (22 Wo.)DE | — | — | Erstveröffentlichung: 1979                                   |
| 1980 | Revanche                              | DE1 ×2Doppelplatin · (59 Wo.)DE                                                                                                   | — | — | Erstveröffentlichung: 1980 Verkäufe: + 1.000.000             |
| 1982 | Ich will leben                        | DE1 Platin · (37 Wo.)DE | — | — | Erstveröffentlichung: 1982 Verkäufe: + 500.000               |
| 1984 | Carambolage                           | DE1 Platin · (38 Wo.)DE | — | CH6 (13 Wo.)CH | Erstveröffentlichung: 1984 Verkäufe: + 500.000               |
| 1985 | Sonne in der Nacht                    | DE1 Platin · (34 Wo.)DE | — | CH1 (17 Wo.)CH | Erstveröffentlichung: September 1985 Verkäufe: + 500.000     |
| 1988 | Lange Schatten                        | DE1 Platin · (24 Wo.)DE | — | CH5 (10 Wo.)CH | Erstveröffentlichung: 1988 Verkäufe: + 500.000               |
| 1989 | Kein Weg zu weit                      | DE1 Platin · (38 Wo.)DE | — | CH9 Gold · (10 Wo.)CH | Erstveröffentlichung: 1989 Verkäufe: + 525.000               |
| 1991 | 38317                                 | DE3 Platin · (37 Wo.)DE | — | CH31 (4 Wo.)CH | Erstveröffentlichung: 1991 Verkäufe: + 500.000               |
| 1992 | Freunde + Propheten                   | DE8 Gold · (16 Wo.)DE | — | CH35 (2 Wo.)CH | Erstveröffentlichung: 10. Oktober 1992 Verkäufe: + 250.000   |
| 1996 | Sechsundneunzig                       | DE1 Platin · (30 Wo.)DE | AT30 (5 Wo.)AT | CH6 (12 Wo.)CH | Erstveröffentlichung: 4. März 1996 Verkäufe: + 500.000       |
| 1998 | Begegnungen                           | DE5 Platin · (44 Wo.)DE | AT37 (3 Wo.)AT | CH8 Gold · (16 Wo.)CH | Erstveröffentlichung: 2. März 1998 Verkäufe: + 525.000       |
| 2000 | X                                     | DE2 ×3Dreifachgold · (34 Wo.)DE                                                                                                   | — | CH17 (9 Wo.)CH | Erstveröffentlichung: 27. März 2000 Verkäufe: + 450.000      |
| 2005 | Laut & leise                          | DE1 ×2Doppelplatin · (42 Wo.)DE                                                                                                   | AT47 (4 Wo.)AT | CH12 (8 Wo.)CH | Erstveröffentlichung: 31. Januar 2005 Verkäufe: + 400.000    |
| 2006 | Begegnungen – Eine Allianz für Kinder | DE9 Platin · (21 Wo.)DE | — | — | Erstveröffentlichung: 29. September 2006 Verkäufe: + 200.000 |
| 2008 | Ewig                                  | DE1 ×3Dreifachgold · (30 Wo.)DE                                                                                                   | AT55 (2 Wo.)AT | CH10 (8 Wo.)CH | Erstveröffentlichung: 29. August 2008 Verkäufe: + 300.000    |
| 2014 | Wenn das so ist                       | DE1 ×2Doppelplatin · (68 Wo.)DE                                                                                                   | AT8 Gold · (9 Wo.)AT | CH4 (19 Wo.)CH | Erstveröffentlichung: 17. Januar 2014 Verkäufe: + 407.500    |
| 2019 | Jetzt!                                | DE1 Gold · (29 Wo.)DE | AT23 (2 Wo.)AT | CH6 (7 Wo.)CH | Erstveröffentlichung: 30. August 2019 Verkäufe: + 100.000    |
| 2021 | So weit                               | DE1 (17 Wo.)DE | AT21 (2 Wo.)AT | CH5 (8 Wo.)CH | Erstveröffentlichung: 17. September 2021                     |

grau schraffiert: keine Chartdaten aus diesem Jahr verfügbar

#### Tabaluga-Alben
| Jahr | Titel                                 | Höchstplatzierung, Gesamtwochen, AuszeichnungChartplatzierungen (Jahr, Titel, Platzierungen, Wochen, Auszeichnungen, Anmerkungen) | Höchstplatzierung, Gesamtwochen, AuszeichnungChartplatzierungen (Jahr, Titel, Platzierungen, Wochen, Auszeichnungen, Anmerkungen) | Höchstplatzierung, Gesamtwochen, AuszeichnungChartplatzierungen (Jahr, Titel, Platzierungen, Wochen, Auszeichnungen, Anmerkungen) | Anmerkungen                                                 |
| Jahr | Titel                                 | DE | AT | CH | Anmerkungen                                                 |
| ---- | ------------------------------------- | --- | --- | --- | ----------------------------------------------------------- |
| 1983 | Tabaluga oder die Reise zur Vernunft  | DE2 ×2Doppelplatin · (41 Wo.)DE                                                                                                   | — | CH29 (1 Wo.)CH | Erstveröffentlichung: 1983 Verkäufe: + 1.000.000            |
| 1986 | Tabaluga und das leuchtende Schweigen | DE1 ×3Dreifachgold · (17 Wo.)DE                                                                                                   | — | CH13 (7 Wo.)CH | Erstveröffentlichung: 1986 Verkäufe: + 750.000              |
| 1993 | Tabaluga und Lilli                    | DE4 ×2Doppelplatin · (36 Wo.)DE                                                                                                   | — | CH17 (11 Wo.)CH | Erstveröffentlichung: 4. Oktober 1993 Verkäufe: + 1.000.000 |
| 2003 | Tabaluga und das verschenkte Glück    | DE3 ×3Dreifachgold · (28 Wo.)DE                                                                                                   | — | — | Erstveröffentlichung: 20. Oktober 2003 Verkäufe: + 300.000  |
| 2011 | Tabaluga und die Zeichen der Zeit     | DE1 ×2Doppelplatin · (44 Wo.)DE                                                                                                   | — | CH32 (5 Wo.)CH | Erstveröffentlichung: 7. Oktober 2011 Verkäufe: + 400.000   |
| 2015 | Tabaluga – Es lebe die Freundschaft!  | DE1 ×3Dreifachgold · (38 Wo.)DE                                                                                                   | AT40 (1 Wo.)AT | CH39 (2 Wo.)CH | Erstveröffentlichung: 30. Oktober 2015 Verkäufe: + 300.000  |
| 2018 | Tabaluga – der Film (Soundtrack)      | DE50 (2 Wo.)DE | — | — | Erstveröffentlichung: 16. November 2018                     |
| 2022 | Tabaluga – Die Welt ist wunderbar!    | DE2 (10 Wo.)DE | — | CH8 (1 Wo.)CH | Erstveröffentlichung: 14. Oktober 2022                      |

### Livealben
| Jahr | Titel                                                 | Höchstplatzierung, Gesamtwochen, AuszeichnungChartplatzierungen (Jahr, Titel, Platzierungen, Wochen, Auszeichnungen, Anmerkungen) | Höchstplatzierung, Gesamtwochen, AuszeichnungChartplatzierungen (Jahr, Titel, Platzierungen, Wochen, Auszeichnungen, Anmerkungen) | Höchstplatzierung, Gesamtwochen, AuszeichnungChartplatzierungen (Jahr, Titel, Platzierungen, Wochen, Auszeichnungen, Anmerkungen) | Anmerkungen                                                                     |
| Jahr | Titel                                                 | DE | AT | CH | Anmerkungen                                                                     |
| ---- | ----------------------------------------------------- | --- | --- | --- | ------------------------------------------------------------------------------- |
| 1982 | Live ’82                                              | DE8 (22 Wo.)DE | — | — | Erstveröffentlichung: 1982                                                      |
| 1988 | Live – Lange Schatten Tour ’88                        | DE37 (7 Wo.)DE | — | — | Erstveröffentlichung: 1988                                                      |
| 1990 | Leipzig (Live)                                        | DE40 (8 Wo.)DE | — | — | Erstveröffentlichung: 1990                                                      |
| 1994 | Tabaluga und Lilli – live                             | DE14 (18 Wo.)DE | — | — | Erstveröffentlichung: 19. September 1994                                        |
| 1997 | Maffay ’96 live                                       | DE31 (19 Wo.)DE | — | CH41 (4 Wo.)CH | Erstveröffentlichung: 20. Januar 1997                                           |
| 1999 | Begegnungen live                                      | DE49 (2 Wo.)DE | — | — | Erstveröffentlichung: 22. März 1999                                             |
| 2004 | Tabaluga und das verschenkte Glück – Live             | DE aDE | — | — | Erstveröffentlichung: 5. Januar 2004                                            |
| 2010 | Tattoos – Live aus dem Tempodrom Berlin (Januar 2010) | DE aDE | — | — | Erstveröffentlichung: 1. Oktober 2010 mit dem Philharmonic Volkswagen Orchestra |
| 2012 | Tabaluga und die Zeichen der Zeit – Live              | DE aDE | — | — | Erstveröffentlichung: 30. November 2012                                         |
| 2014 | Wenn das so ist – Live                                | DE aDE | — | — | Erstveröffentlichung: 10. Oktober 2014                                          |
| 2017 | MTV Unplugged                                         | DE1 ×3Dreifachgold · (38 Wo.)DE                                                                                                   | AT13 (9 Wo.)AT | CH12 (14 Wo.)CH | Erstveröffentlichung: 3. November 2017 Verkäufe: + 300.000                      |
| 2024 | We Love Rock’n’Roll (Leipzig-Live-2024)               | DE1 (12 Wo.)DE | AT6 (1 Wo.)AT | CH9 (3 Wo.)CH | Erstveröffentlichung: 11. Oktober 2024                                          |

grau schraffiert: keine Chartdaten aus diesem Jahr verfügbar
Weitere Livealben
- 1978: Live
- 1982: Official Bootleg (live in Iserlohn April 1982)
- 2008: iTunes – Live aus München
- 2009: Ewig live (nicht einzeln, nur als Bonus-DVD bei Tattoos live und als USB-Stick von jedem der 64 Konzerte der Tour)
- 2014: Extratour 2013 (nicht einzeln, nur als Bonus-DVD bei Wenn das so ist – Deluxe Edition)

### Kompilationen
| Jahr | Titel                                   | Höchstplatzierung, Gesamtwochen, AuszeichnungChartplatzierungen (Jahr, Titel, Platzierungen, Wochen, Auszeichnungen, Anmerkungen) | Höchstplatzierung, Gesamtwochen, AuszeichnungChartplatzierungen (Jahr, Titel, Platzierungen, Wochen, Auszeichnungen, Anmerkungen) | Höchstplatzierung, Gesamtwochen, AuszeichnungChartplatzierungen (Jahr, Titel, Platzierungen, Wochen, Auszeichnungen, Anmerkungen) | Anmerkungen                                                      |
| Jahr | Titel                                   | DE | AT | CH | Anmerkungen                                                      |
| ---- | --------------------------------------- | --- | --- | --- | ---------------------------------------------------------------- |
| 1976 | Super-Songs                             | DE19 (9 Wo.)DE | — | — | Erstveröffentlichung: 1976                                       |
| 1979 | Frei sein                               | DE1 Gold · (25 Wo.)DE | AT11 (6 Wo.)AT | — | Erstveröffentlichung: 1979 Verkäufe: + 250.000                   |
| 1981 | Liebeslieder                            | DE25 (12 Wo.)DE | — | — | Erstveröffentlichung: 1981                                       |
| 1983 | 80–83                                   | DE18 (17 Wo.)DE | — | — | Erstveröffentlichung: 1983                                       |
| 1984 | Seine größten Erfolge                   | — | AT12 (4 Wo.)AT | — | Erstveröffentlichung: 1984                                       |
| 1986 | Stationen                               | DE5 (13 Wo.)DE | — | CH6 (6 Wo.)CH | Erstveröffentlichung: 1986                                       |
| 1993 | Der Weg 1979–1993                       | DE15 (14 Wo.)DE | — | — | Erstveröffentlichung: 30. April 1993                             |
| 2001 | Heute vor dreißig Jahren                | DE1 ×3Dreifachgold · (23 Wo.)DE                                                                                                   | AT9 Gold · (10 Wo.)AT | CH6 Gold · (12 Wo.)CH | Erstveröffentlichung: 19. Februar 2001 Verkäufe: + 480.000       |
| 2008 | Dein Herz für Kinder                    | DE82 (1 Wo.)DE | — | — | Erstveröffentlichung: 5. Dezember 2008 mit Nena & Rolf Zuckowski |
| 2010 | Tattoos                                 | DE1 ×3Dreifachplatin · (89 Wo.)DE                                                                                                 | AT10 (17 Wo.)AT | CH8 (15 Wo.)CH | Erstveröffentlichung: 29. Januar 2010 Verkäufe: + 600.000        |
| 2017 | Erinnerungen – Die stärksten Balladen   | DE11 Gold · (8 Wo.)DE | — | CH18 (6 Wo.)CH | Erstveröffentlichung: 28. Juli 2017 Verkäufe: + 100.000          |
| 2018 | plugged – Die stärksten Rocksongs       | DE11 (4 Wo.)DE | — | CH40 (2 Wo.)CH | Erstveröffentlichung: 27. Juli 2018                              |
| 2020 | Erinnerungen 2 – Die stärksten Balladen | DE10 (2 Wo.)DE | — | CH50 (1 Wo.)CH | Erstveröffentlichung: 5. Juni 2020                               |
| 2020 | Peter Maffay und…                       | DE6 (6 Wo.)DE | — | CH44 (1 Wo.)CH | Erstveröffentlichung: 27. November 2020                          |
| 2023 | Erinnerungen 3 – Die stärksten Balladen | DE11 (4 Wo.)DE | — | CH54 (1 Wo.)CH | Erstveröffentlichung: 1. September 2023                          |

grau schraffiert: keine Chartdaten aus diesem Jahr verfügbar
Weitere Kompilationen
- 1973: It’s You I Want to Live With (beinhaltet neu eingespielte Lieder der ersten drei Studioalben in englischer Sprache)
- 1973: Die großen Erfolge
- 1973: Die größten Erfolge
- 1975: Josie (beinhaltet neu eingespielte Lieder der ersten drei Studioalben in englischer Sprache)
- 1976: Grand Gala der Stars
- 1977: Seine großen Erfolge
- 1978: Prominent
- 1979: Profile
- 1979: Peter Maffay
- 1980: Meine großen Erfolge
- 1982: Die weisse Serie
- 1984: Tausend Träume weit
- 1993: 1971–1979 (Verkäufe: + 500.000, DE: Platin)
- 1995: 1980–1985
- 1997: Weil es Dich gibt – Die stärksten Balladen (Verkäufe: + 500.000, DE: Platin)
- 1999: Wie Feuer und Eis – Rocksongs
- 2006: Maffay Audiothek 1980–1988
- 2009: Steel Box Collection – Greatest Hits
- 2012: 2 in 1: Die Hits 71–85
- 2012: All Time Best – Reclam Musik Edition

### EPs
- 1982: Peter Maffay (Veröffentlichung in der DDR)
- 1984: Carambolage (Veröffentlichung in der DDR)

### Weihnachtsalben
| Jahr | Titel                                                            | Höchstplatzierung, Gesamtwochen, AuszeichnungChartplatzierungen (Jahr, Titel, Platzierungen, Wochen, Auszeichnungen, Anmerkungen) | Höchstplatzierung, Gesamtwochen, AuszeichnungChartplatzierungen (Jahr, Titel, Platzierungen, Wochen, Auszeichnungen, Anmerkungen) | Höchstplatzierung, Gesamtwochen, AuszeichnungChartplatzierungen (Jahr, Titel, Platzierungen, Wochen, Auszeichnungen, Anmerkungen) | Anmerkungen                            |
| Jahr | Titel                                                            | DE | AT | CH | Anmerkungen                            |
| ---- | ---------------------------------------------------------------- | --- | --- | --- | -------------------------------------- |
| 2007 | Frohe Weihnachten mit Tabaluga, Peter Maffay und seinen Freunden | DE25 (7 Wo.)DE | — | — | Erstveröffentlichung: 2. November 2007 |

## Singles

### Als Leadmusiker
| Jahr | Titel Album                                                             | Höchstplatzierung, Gesamtwochen, AuszeichnungChartplatzierungen (Jahr, Titel, Album, Platzierungen, Wochen, Auszeichnungen, Anmerkungen) | Höchstplatzierung, Gesamtwochen, AuszeichnungChartplatzierungen (Jahr, Titel, Album, Platzierungen, Wochen, Auszeichnungen, Anmerkungen) | Höchstplatzierung, Gesamtwochen, AuszeichnungChartplatzierungen (Jahr, Titel, Album, Platzierungen, Wochen, Auszeichnungen, Anmerkungen) | Anmerkungen                                                       |
| Jahr | Titel Album                                                             | DE | AT | CH | Anmerkungen                                                       |
| ---- | ----------------------------------------------------------------------- | --- | --- | --- | ----------------------------------------------------------------- |
| 1970 | Du / You (Englischsprachige Version) Für das Mädchen, das ich liebe     | DE1 Gold · (13 Wo.)DE | AT8 (22 Wo.)AT | CH2 (12 Wo.)CH | Erstveröffentlichung: Januar 1970 Verkäufe: + 1.000.000           |
| 1970 | Du bist anders Für das Mädchen, das ich liebe                           | DE5 Gold · (13 Wo.)DE | AT17 (2 Wo.)AT | — | Erstveröffentlichung: Juli 1970 Verkäufe: + 500.000               |
| 1971 | Ich hab’ nur dich –                                                     | DE20 (10 Wo.)DE | — | — | Erstveröffentlichung: März 1971                                   |
| 1971 | Welcher Stern steht über uns? Du bist wie ein Lied                      | DE45 (1 Wo.)DE | — | — | Erstveröffentlichung: August 1971                                 |
| 1972 | Frieden Omen                                                            | DE34 (13 Wo.)DE | — | — | Erstveröffentlichung: Januar 1972                                 |
| 1972 | Wo bist du? Omen                                                        | DE14 (17 Wo.)DE | — | — | Erstveröffentlichung: Mai 1972                                    |
| 1972 | Angela Omen                                                             | DE28 (11 Wo.)DE | — | — | Erstveröffentlichung: September 1972                              |
| 1973 | Lieder, Freunde und Wein –                                              | DE45 (2 Wo.)DE | — | — | Erstveröffentlichung: Oktober 1973                                |
| 1974 | Samstag abend in unserer Straße                                         | DE20 (12 Wo.)DE | — | — | Erstveröffentlichung: August 1974                                 |
| 1975 | Dann komm zu mir Meine Freiheit                                         | DE45 (1 Wo.)DE | — | — | Erstveröffentlichung: März 1975                                   |
| 1975 | Josie Meine Freiheit                                                    | DE9 (26 Wo.)DE | — | — | Erstveröffentlichung: August 1975                                 |
| 1976 | Ein Bild kann nicht lachen so wie du Und es war Sommer                  | DE25 (15 Wo.)DE | — | — | Erstveröffentlichung: April 1976                                  |
| 1976 | Und es war Sommer                                                       | DE5 (23 Wo.)DE | AT18 (4 Wo.)AT | CH7 (12 Wo.)CH | Erstveröffentlichung: September 1976                              |
| 1977 | Making It Better Tame & Maffay                                          | DE35 (5 Wo.)DE | — | — | Erstveröffentlichung: Februar 1977 mit Johnny Tame                |
| 1977 | Komm doch heute nacht zu mir Frei sein                                  | DE30 (9 Wo.)DE | — | — | Erstveröffentlichung: April 1977                                  |
| 1979 | So bist du Steppenwolf                                                  | DE1 Gold · (43 Wo.)DE | AT17 (20 Wo.)AT | CH3 (17 Wo.)CH | Erstveröffentlichung: März 1979 Verkäufe: + 250.000               |
| 1979 | Du hattest keine Tränen mehr Steppenwolf                                | DE27 (18 Wo.)DE | — | — | Erstveröffentlichung: September 1979                              |
| 1980 | Weil es Dich gibt Revanche                                              | DE11 (22 Wo.)DE | — | CH7 (7 Wo.)CH | Erstveröffentlichung: September 1980                              |
| 1980 | Über sieben Brücken mußt du gehn Revanche                               | DE4 Gold · (20 Wo.)DE | — | CH5 (9 Wo.)CH | Erstveröffentlichung: November 1980 Verkäufe: + 300.000           |
| 1982 | Lieber Gott Ich will leben                                              | DE6 (19 Wo.)DE | — | CH3 (7 Wo.)CH | Erstveröffentlichung: 1982                                        |
| 1982 | Eiszeit Ich will leben                                                  | DE31 (11 Wo.)DE | — | — | Erstveröffentlichung: 1982                                        |
| 1983 | Nessaja Tabaluga oder die Reise zur Vernunft                            | DE17 Gold · (18 Wo.)DE | — | — | Erstveröffentlichung: 1983 Verkäufe: + 250.000                    |
| 1984 | Karneval der Nacht Carambolage                                          | DE50 (8 Wo.)DE | — | — | Erstveröffentlichung: 1984                                        |
| 1985 | Sonne in der Nacht                                                      | DE38 (17 Wo.)DE | — | — | Erstveröffentlichung: August 1985                                 |
| 1989 | Tiefer Kein Weg zu weit                                                 | DE25 (20 Wo.)DE | — | — | Erstveröffentlichung: 1989                                        |
| 1991 | Ich will bei Dir sein 38317                                             | DE33 (16 Wo.)DE | — | — | Erstveröffentlichung: 1991                                        |
| 1991 | Sorry Lady 38317                                                        | DE54 (12 Wo.)DE | — | — | Erstveröffentlichung: 1991                                        |
| 1992 | Zwei in einem Boot 38317                                                | DE55 (11 Wo.)DE | — | — | Erstveröffentlichung: 1992                                        |
| 1992 | Wie Feuer und Eis Freunde + Propheten                                   | DE71 (9 Wo.)DE | — | — | Erstveröffentlichung: 1992                                        |
| 1993 | Ich fühl wie Du Tabaluga und Lilli                                      | DE67 (10 Wo.)DE | — | — | Erstveröffentlichung: 27. August 1993                             |
| 1994 | Das Leben ist ein Würfelspiel Tabaluga und Lilli                        | DE59 (10 Wo.)DE | — | — | Erstveröffentlichung: 1994                                        |
| 1994 | Ich wollte nie erwachsen sein (Nessajas Lied) Tabaluga und Lilli – live | DE83 (7 Wo.)DE | — | — | Erstveröffentlichung: 1. August 1994                              |
| 1996 | Siehst du die Sonne? Sechsundneunzig                                    | DE26 (11 Wo.)DE | — | CH42 (2 Wo.)CH | Erstveröffentlichung: 22. Januar 1996                             |
| 1996 | Freiheit, die ich meine Sechsundneunzig                                 | DE75 (6 Wo.)DE | — | — | Erstveröffentlichung: 22. April 1996                              |
| 1996 | Sonne in der Nacht (live) Maffay ’96 live                               | DE48 (1 Wo.)DE | — | — | Erstveröffentlichung: 2. Dezember 1996                            |
| 1998 | Tribal Voice Begegnungen                                                | DE44 (3 Wo.)DE | — | — | Erstveröffentlichung: 12. Januar 1998 mit Yothu Yindi             |
| 1998 | Wapi yo Begegnungen                                                     | DE81 (7 Wo.)DE | — | — | Erstveröffentlichung: 23. März 1998 mit Lokua Kanza               |
| 1998 | Something Will Happen Begegnungen                                       | DE80 (1 Wo.)DE | — | — | Erstveröffentlichung: 5. Oktober 1998                             |
| 2000 | Bis ans Ende der Welt X                                                 | DE41 (4 Wo.)DE | — | — | Erstveröffentlichung: 28. Februar 2000                            |
| 2000 | Rette mich X                                                            | DE95 (3 Wo.)DE | — | — | Erstveröffentlichung: 2. Mai 2000 mit Roh                         |
| 2000 | Du und ich für immer X                                                  | DE87 (3 Wo.)DE | — | — | Erstveröffentlichung: 4. September 2000                           |
| 2003 | Schweine Ragga –                                                        | DE39 (1 Wo.)DE | — | — | Erstveröffentlichung: 29. September 2003 mit Kader Kesek          |
| 2007 | Children of the World Begegnungen – Eine Allianz für Kinder             | DE30 (6 Wo.)DE | — | — | Erstveröffentlichung: 19. Januar 2007                             |
| 2008 | Dein Herz für Kinder                                                    | DE69 (3 Wo.)DE | — | — | Erstveröffentlichung: 21. November 2008 mit Nena & Rolf Zuckowski |
| 2011 | Die Zeit hält nur in Träumen an Tabaluga und die Zeichen der Zeit       | DE86 (1 Wo.)DE | — | — | Erstveröffentlichung: 2011 mit Mandy Capristo                     |
| 2014 | Halleluja Wenn das so ist                                               | DE67 (4 Wo.)DE | — | — | Erstveröffentlichung: 2014                                        |
| 2014 | Gelobtes Land Wenn das so ist                                           | DE48 (2 Wo.)DE | — | — | Erstveröffentlichung: 21. März 2014                               |

grau schraffiert: keine Chartdaten aus diesem Jahr verfügbar
Weitere Singles
- 1973: Teufelskreis
- 1974: Einer muß gehen
- 1977: Andy – Träume sterben jung
- 1978: Doreen
- 1978: My Love (live)
- 1979: Victory (Can Give What Love Has Taken) (mit Johnny Tame)
- 1981: Mein Kind
- 1982: Leben so wie ich es mag
- 1982: Ich will leben
- 1984: Carambolage
- 1984: War ein Land
- 1984: Der Baum des Lebens
- 1984: You Won’t Be Hurt Again (mit Johnny Tame)
- 1986: Die Töne sind verklungen
- 1986: Ein Wort bricht das Schweigen
- 1988: Spiel um deine Seele
- 1988: Hund des Krieges
- 1989: Classic 3" Tracks
- 1990: Steh auf
- 1993: Der Weg
- 1996: Sonne in der Nacht (live)
- 1997: Never Give In (Mandoki mit Jack Bruce, Peter Maffay & Bobby Kimball)
- 1997: On and On
- 1998: Maffay ’la Cartel (mit Cartel)
- 2000: Bring mich nach Haus
- 2002: Freunde
- 2002: Das verschenkte Glück
- 2003: Das Feuer (2003)
- 2005: Glaub an mich
- 2005: Hoch und höher
- 2007: Backen für den Weihnachtsmann / Lass es schnei’n
- 2008: Die Liebe bleibt
- 2009: Verlier sie nicht
- 2010: Unbekanntes Land
- 2010: Ich bin nur ein Mann
- 2011: Alles im Leben hat seine Zeit
- 2012: Ich hatte keine Zeit für dich
- 2014: Wenn der Himmel weint
- 2015: Tabaluga – Es lebe die Freundschaft!
- 2016: Ich bin Tabaluga
- 2019: Jetzt!
- 2019: Morgen
- 2019: 100.000 Stunden
- 2020: Für Immer Jung (Duett mit Fans)
- 2021: Jedes Ende wird ein Anfang sein
- 2024: Schatten in die Haut tätowiert (Leipzig-Live-2024)

### Als Gastmusiker
| Jahr | Titel Album                                       | Höchstplatzierung, Gesamtwochen, AuszeichnungChartplatzierungen (Jahr, Titel, Album, Platzierungen, Wochen, Auszeichnungen, Anmerkungen) | Höchstplatzierung, Gesamtwochen, AuszeichnungChartplatzierungen (Jahr, Titel, Album, Platzierungen, Wochen, Auszeichnungen, Anmerkungen) | Höchstplatzierung, Gesamtwochen, AuszeichnungChartplatzierungen (Jahr, Titel, Album, Platzierungen, Wochen, Auszeichnungen, Anmerkungen) | Anmerkungen                                                                             |
| Jahr | Titel Album                                       | DE | AT | CH | Anmerkungen                                                                             |
| ---- | ------------------------------------------------- | --- | --- | --- | --------------------------------------------------------------------------------------- |
| 1985 | Nackt im Wind –                                   | DE3 (10 Wo.)DE | — | — | Erstveröffentlichung: 23. Januar 1985 Verkäufe: + 150.000; als Teil von Band für Afrika |
| 2002 | Lieber Gott –                                     | DE6 (15 Wo.)DE | AT16 (14 Wo.)AT | CH48 (8 Wo.)CH | Erstveröffentlichung: 2. September 2002 Marlon + Friends                                |
| 2011 | Erwachsen sein 23                                 | DE29 (8 Wo.)DE | AT29 (7 Wo.)AT | — | Erstveröffentlichung: 9. Dezember 2011 23 feat. Peter Maffay                            |
| 2014 | Do They Know It’s Christmas? (Deutsche Version) – | DE1 (5 Wo.)DE | AT10 (3 Wo.)AT | CH21 (2 Wo.)CH | Erstveröffentlichung: 21. November 2014 als Teil von Band Aid 30 Germany                |

Weitere Gastbeiträge
- 1982: Schneewittchen und die sieben Zwerge (Rolf und seine Freunde & Peter Maffay)
- 1990: Now and Forever (Frumpy & Peter Maffay)
- 1990: Über sieben Brücken (Karat & Peter Maffay)
- 1999: Diamante (Zucchero & Peter Maffay)
- 2014: Wenn gestern heute wär (Laith Al-Deen & Peter Maffay)
- 2014: Peter Maffay Zuerst Also Manhattan (First We Take Manhattan) (Poem – Leonard Cohen In Deutscher Sprache) Tributealbum
- 2016: Neue Welten (Jan Schebaum & Peter Maffay; Teilnehmer bei Dein Song 2016)

## Videoalben und Musikvideos

### Videoalben
| Jahr | Titel                                                 | Höchstplatzierung, Gesamtwochen, AuszeichnungChartplatzierungen (Jahr, Titel, Platzierungen, Wochen, Auszeichnungen, Anmerkungen) | Höchstplatzierung, Gesamtwochen, AuszeichnungChartplatzierungen (Jahr, Titel, Platzierungen, Wochen, Auszeichnungen, Anmerkungen) | Höchstplatzierung, Gesamtwochen, AuszeichnungChartplatzierungen (Jahr, Titel, Platzierungen, Wochen, Auszeichnungen, Anmerkungen) | Anmerkungen                                                                                        |
| Jahr | Titel                                                 | DE | AT | CH | Anmerkungen                                                                                        |
| ---- | ----------------------------------------------------- | --- | --- | --- | -------------------------------------------------------------------------------------------------- |
| 1984 | Rückblick – Live                                      | DE82 (2 Wo.)DE | — | — | Erstveröffentlichung: 1984                                                                         |
| 2006 | Laut & leise – Live                                   | DE11 Gold · (5 Wo.)DE | — | — | Erstveröffentlichung: 10. März 2006 Verkäufe: + 25.000                                             |
| 2010 | Tattoos – Live aus dem Tempodrom Berlin (Januar 2010) | DE a GoldDE | — | CH8 (1 Wo.)CH | Erstveröffentlichung: 1. Oktober 2010 Verkäufe: + 25.000 mit dem Philharmonic Volkswagen Orchestra |
| 2012 | Tabaluga und die Zeichen der Zeit – Live              | DE a PlatinDE | — | CH8 (1 Wo.)CH | Erstveröffentlichung: 30. November 2012 Verkäufe: + 50.000                                         |
| 2014 | Wenn das so ist – Live                                | DE aDE | AT6 (1 Wo.)AT | CH4 (1 Wo.)CH | Erstveröffentlichung: 10. Oktober 2014                                                             |
| 2015 | Niemals war es besser – Arenatour 2015                | DE4 (5 Wo.)DE | AT1 (2 Wo.)AT | CH1 (10 Wo.)CH | Erstveröffentlichung: 22. Mai 2015                                                                 |
| 2017 | Tabaluga – Es lebe die Freundschaft! Live             | DE aDE | — | CH4 (2 Wo.)CH | Erstveröffentlichung: 10. März 2017                                                                |
| 2017 | MTV Unplugged                                         | DE a GoldDE | AT3 (3 Wo.)AT | CH3 (4 Wo.)CH | Erstveröffentlichung: 3. November 2017 Verkäufe: + 25.000                                          |

Weitere Videoalben
- 1982: Live Bad Segeberg
- 1984: Deutschland ’84
- 1985: Sonne in der Nacht
- 1987: Live ’87
- 1988: Lange Schatten – Tour 1988
- 1989: Kein Weg zu weit
- 1990: Peter Maffay und Band ’90 – Leipzig
- 1991: 38317 – Clubconcert
- 1993: Der Weg (1980–1993)
- 1994: Tabaluga und Lilli Live! (Verkäufe: + 100.000, DE: ×2Doppelplatin )
- 1996: Sechsundneunzig
- 1997: 96 Live
- 1998: Begegnungen
- 2001: Heute vor dreißig Jahren – Live (Verkäufe: + 100.000, DE: ×2Doppelplatin )
- 2004: Tabaluga und das verschenkte Glück – Live
- 2006: Begegnungen – Eine Allianz für Kinder (Deluxe Edition)
- 2008: Ewig (Deluxe Edition)
- 2009: Ewig – Live
- 2010: Tattoos (Deluxe Edition)
- 2012: Tabaluga und die Zeichen der Zeit (Deluxe Edition)
- 2014: Extratour 2013
- 2014: Wenn das so ist (Deluxe Edition)

### Musikvideos
| Jahr | Lied                                            | Regie            |
| ---- | ----------------------------------------------- | ---------------- |
| 1980 | Liebe wird verboten                             |                  |
| 1980 | Über sieben Brücken musst du gehn               |                  |
| 1982 | Lieber Gott                                     |                  |
| 1983 | Nessaja                                         |                  |
| 1984 | Victims of the Night                            |                  |
| 1984 | Schatten in die Haut tätowiert                  |                  |
| 1985 | Diese Sucht, die Leben heißt                    |                  |
| 1985 | Das Zeichen auf der Stirn                       |                  |
| 1985 | Hunger nach dem Leben                           |                  |
| 1985 | Ich geh’ unter                                  |                  |
| 1985 | Hey, Himmelstor                                 |                  |
| 1985 | Alter Mann                                      |                  |
| 1985 | Sonne in der Nacht                              |                  |
| 1985 | Ein Wort bricht das Schweigen                   |                  |
| 1985 | Auf Sand gebaut                                 |                  |
| 1985 | Zweimal täglich                                 |                  |
| 1985 | Der andere Mann                                 |                  |
| 1985 | Für immer                                       |                  |
| 1987 | Die Töne sind verklungen                        |                  |
| 1989 | Viel zu weit                                    |                  |
| 1989 | Kein Weg zu weit                                |                  |
| 1989 | Es wird Zeit                                    |                  |
| 1989 | Dein Leben                                      |                  |
| 1989 | Wer hat Recht                                   |                  |
| 1989 | Ich seh dich                                    |                  |
| 1989 | Steh auf                                        |                  |
| 1989 | Laß dich gehn                                   |                  |
| 1989 | Tiefer                                          |                  |
| 1989 | Auf ein neues Jahr                              |                  |
| 1989 | Dafür dank ich dir                              |                  |
| 1991 | Sorry Lady                                      |                  |
| 1991 | Ich will bei dir sein                           |                  |
| 1991 | Wieviele Jahre                                  |                  |
| 1992 | Wie Feuer und Eis                               |                  |
| 1993 | Ich fühl wie du                                 |                  |
| 1996 | Siehst du die Sonne                             |                  |
| 1996 | Freiheit die ich meine                          |                  |
| 2000 | Bis ans Ende der Welt                           |                  |
| 2000 | Rette mich                                      |                  |
| 2006 | Children of the World                           |                  |
| 2008 | Ewig                                            |                  |
| 2008 | Die Liebe bleibt                                |                  |
| 2010 | Sonne in der Nacht (Version 2010)               | Marcus Sternberg |
| 2010 | Unbekanntes Land                                | Hinrich Pflug    |
| 2011 | Erwachsen sein                                  | Specter Berlin   |
| 2013 | Feuer und Liebe                                 |                  |
| 2014 | Halleluja                                       |                  |
| 2014 | Gelobtes Land                                   | Andreas Richter  |
| 2014 | Wenn der Himmel weint                           |                  |
| 2014 | Do They Know It’s Christmas? (Deutsche Version) |                  |
| 2015 | Tabaluga – Es lebe die Freundschaft!            | Andreas Richter  |
| 2016 | Neue Welten                                     | Andreas Z. Simon |
| 2019 | Morgen                                          |                  |
| 2019 | Für Immer Jung                                  |                  |
| 2020 | Für Immer Jung (Fansong)                        |                  |

## Autorenbeteiligungen und Produktionen
Neben einigen Kompositionen für andere Künstler schreibt und produziert Maffay den größten Teil seiner Lieder auch selbst. Die folgende Auflistung beinhaltet Charterfolge in Deutschland, Österreich und der Schweiz, die Maffay als Autor oder Musikproduzent für andere Interpreten erlangte.
Peter Maffay als Autor und Produzent in den Charts

| Jahr | Titel Interpretation                   | Höchstplatzierung, Gesamtwochen, AuszeichnungChartplatzierungen (Jahr, Titel, Interpretation, Platzierungen, Wochen, Auszeichnungen, Anmerkungen) | Höchstplatzierung, Gesamtwochen, AuszeichnungChartplatzierungen (Jahr, Titel, Interpretation, Platzierungen, Wochen, Auszeichnungen, Anmerkungen) | Höchstplatzierung, Gesamtwochen, AuszeichnungChartplatzierungen (Jahr, Titel, Interpretation, Platzierungen, Wochen, Auszeichnungen, Anmerkungen) | Höchstplatzierung, Gesamtwochen, AuszeichnungChartplatzierungen (Jahr, Titel, Interpretation, Platzierungen, Wochen, Auszeichnungen, Anmerkungen) | Anmerkungen                                                |
| Jahr | Titel Interpretation                   | DE | AT | CH | UK | Anmerkungen                                                |
| ---- | -------------------------------------- | --- | --- | --- | --- | ---------------------------------------------------------- |
| 1995 | Nessaja Once Again                     | DE42 (6 Wo.)DE | — | — | — | Erstveröffentlichung: Mai 1995                             |
| 1999 | So bist du (und wenn du gehst…) Oli. P | DE1 ×3Dreifachgold · (19 Wo.)DE | AT1 Platin · (17 Wo.)AT | CH1 Gold · (21 Wo.)CH | — | Erstveröffentlichung: 4. Oktober 1999 Verkäufe: + 825.000  |
| 2002 | Nessaja Scooter                        | DE1 Gold · (14 Wo.)DE | AT2 (21 Wo.)AT | CH7 (14 Wo.)CH | UK4 Gold · (13 Wo.)UK | Erstveröffentlichung: 12. Februar 2002 Verkäufe: + 655.000 |

## Boxsets
- 1989: Die Story (6 CD-Box)
- 2013: Original Album Classics

## Statistik

### Chartauswertung
|                     | DE       | AT     | CH     |
| ------------------- | -------- | ------ | ------ |
| Nummer-eins-Alben   | DE21DE   | AT—AT  | CH1CH  |
| Top-10-Alben        | DE36 bDE | AT4AT  | CH15CH |
| Alben in den Charts | DE58 bDE | AT14AT | CH31CH |

|                          | DE     | AT    | CH    |
| ------------------------ | ------ | ----- | ----- |
| Nummer-eins-Videoalben   | DE bDE | AT1AT | CH1CH |
| Top-10-Videoalben        | DE bDE | AT3AT | CH6CH |
| Videoalben in den Charts | DE bDE | AT3AT | CH6CH |

#### Singlecharts
|                       | DE     | AT    | CH    |
| --------------------- | ------ | ----- | ----- |
| Nummer-eins-Singles   | DE3DE  | AT—AT | CH—CH |
| Top-10-Singles        | DE10DE | AT2AT | CH6CH |
| Singles in den Charts | DE51DE | AT7AT | CH9CH |

|                       | DE    | AT    | CH    | UK    |
| --------------------- | ----- | ----- | ----- | ----- |
| Nummer-eins-Singles   | DE2DE | AT1AT | CH1CH | UK—UK |
| Top-10-Singles        | DE2DE | AT2AT | CH2CH | UK1UK |
| Singles in den Charts | DE3DE | AT2AT | CH2CH | UK1UK |

### Auszeichnungen für Musikverkäufe
| Goldene Schallplatte - Norwegen - 2003: für die Autorenbeteiligung Nessaja (Scooter) Platin-Schallplatte - Europa - 1998: für das Album Tabaluga und Lilli |

Anmerkung: Auszeichnungen in Ländern aus den Charttabellen bzw. Chartboxen sind in ebendiesen zu finden.
| Land/RegionAuszeichnungen für Musikverkäufe (Land/Region, Auszeichnungen, Verkäufe, Quellen) | Gold       | Platin       | Verkäufe    | Quellen                                                    |
| -------------------------------------------------------------------------------------------- | ---------- | ------------ | ----------- | ---------------------------------------------------------- |
| Deutschland (BVMI)                                                                           | 22× Gold22 | 39× Platin39 | 17.275.000  | musikindustrie.de Einzelnachweise                          |
| Europa (IFPI)                                                                                | —          | Platin1      | (1.000.000) | ifpi.org (Memento vom 1. Januar 2014 im Internet Archive)  |
| Norwegen (IFPI)                                                                              | Gold1      | —            | 15.000      | ifpi.no (Memento vom 5. November 2012 im Internet Archive) |
| Österreich (IFPI)                                                                            | 2× Gold2   | Platin1      | 52.500      | ifpi.at                                                    |
| Schweiz (IFPI)                                                                               | 4× Gold4   | —            | 95.000      | hitparade.ch                                               |
| Vereinigtes Königreich (BPI)                                                                 | Gold1      | —            | 400.000     | bpi.co.uk                                                  |
| Insgesamt                                                                                    | 30× Gold30 | 41× Platin41 |             |                                                            |